# 恩斯特·貝耶勒
恩斯特·貝耶勒（德語：Ernst Beyeler，1921年7月16日—2010年2月25日）是瑞士藝術品交易商和收藏家，《紐約時報》稱其為「歐洲現代藝術品的傑出交易商」；《每日電訊報》則譽其為「戰後最偉大的藝術品交易商」。1982年，他與妻子創立貝耶勒基金會以展示他的私人收藏。他去世後，收藏品價值總計18.5億美元。

## 早年
1921年7月16日，貝耶勒出生於瑞士巴塞爾，父親是瑞士鐵路公司的職員。他在巴塞爾大學接受高等教育，學習美術史和經濟學。

## 生平

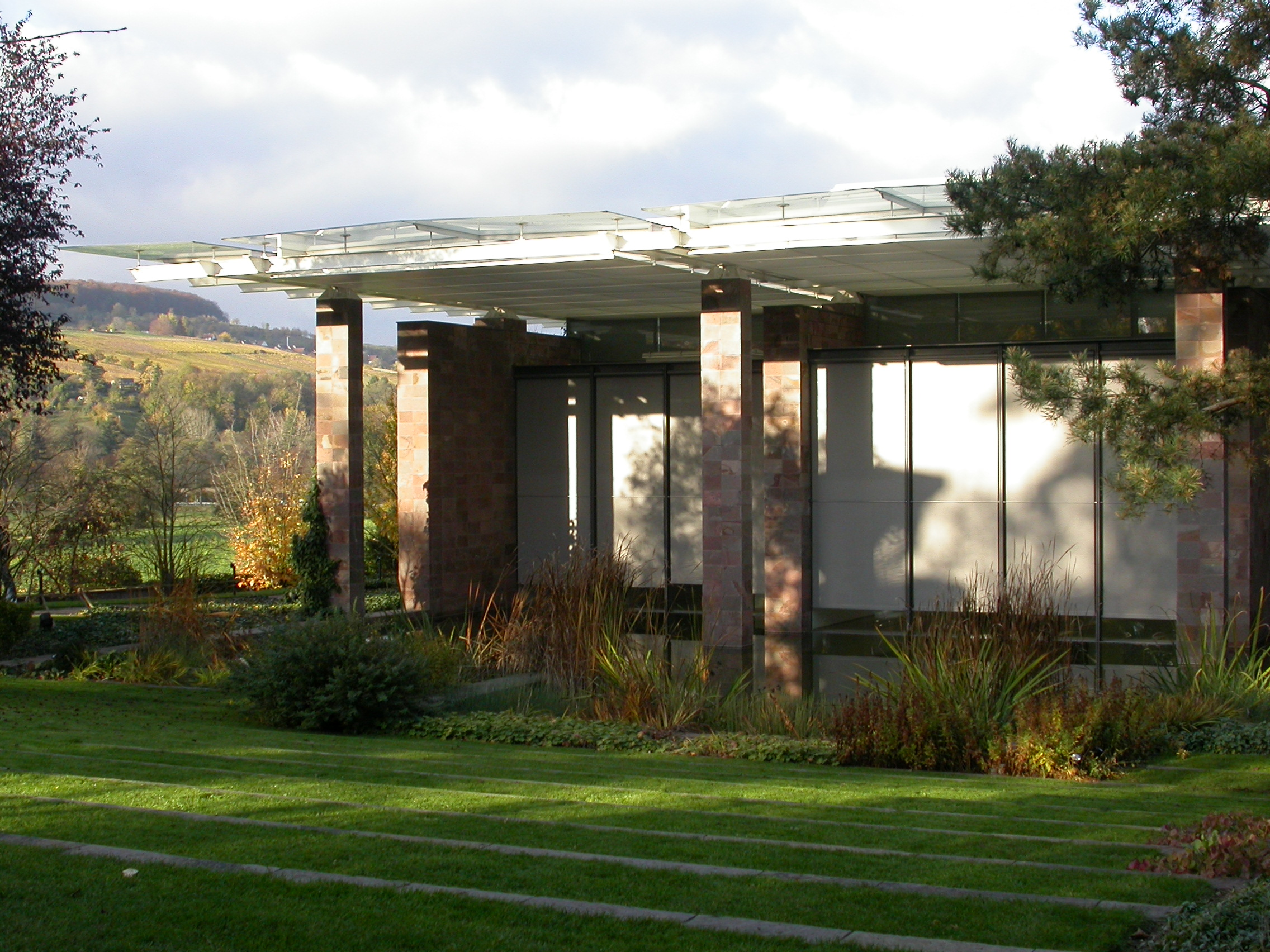
貝耶勒基金會暨美術館

貝耶勒原打算出國深造，成為一名經濟學家，但時逢第二次世界大戰，無法離開瑞士的他成為巴塞爾古籍書商奧斯卡·施洛斯（Oskar Schloss）的學徒。 1945年施洛斯去世後，24歲的貝耶勒接管書店，於兩年後開始嘗試藝術品交易，並舉辦首次藝術展──日本木刻版畫展。
他職業生涯中的重要突破是在1960年代初期從美國銀行家、實業家兼藝術品收藏家G·大衛·湯普森手中購買340件藝術品，其中包括喬治·布拉克、保羅·塞尚、保羅·克利、費爾南·雷捷、亨利·馬蒂斯、克洛德·莫內、巴勃羅·畢卡索和皮特·蒙德里安等20世紀後偉大畫家的作品。此外，貝耶勒還從湯普森手中購得阿爾貝托·賈科梅蒂的70件作品，分別藏於蘇黎世美術館、巴塞爾藝術博物館和溫特圖爾美術館。
除了精明的經濟頭腦與敏銳的商業直覺，貝耶勒還善於拓展人脈，與許多藝術家成為至交。1950年代，他與畢卡索成為朋友，1966年貝耶勒前往穆然探訪畢卡索時，畢加索讓他隨意選購26幅作品。
1973年，他以18萬美元拍下威廉·德·庫寧的作品《警察公報》，刷新藝術品拍賣價的最高紀錄；1989年，他以1,470萬美元的價格賣出費爾南·雷捷的《形式的對比》。他的藝術收藏品價值達20億瑞士法郎（折合12.1億英鎊）。據《華盛頓郵報》2010年的報導，他的收藏「至少價值18.5億美元」。
1982年，他與身為藝術品經紀人的妻子海達（Hilda“ Hildy” Kunz）共同創立貝耶勒基金會。該基金會同時作為美術館，以展示他的私人收藏。

## 後世
2010年2月25日，貝耶勒逝世於巴賽爾自宅，一生無後。
貝耶勒逝世後，各大媒體的訃聞對其給予正面評價。《紐約時報》稱他為「歐洲現代藝術的傑出經銷商」；《每日電訊報》稱他為「戰後最偉大的藝術品經銷商」、「匯集20世紀後最傑出藝術於一身」。